# Laâyoune-Sakia El Hamra
Laâyoune-Sakia El Hamra (àrab: جهة العيون - الساقية الحمراء, jihat al-ʿAyūn as-Sāqiya al-Ḥamrāʾ; amazic: ⵍⵄⵢⵓⵏ-ⵙⴰⵇⵢⴰ ⵍⵃⴰⵎⵔⴰ) és una de les dotze noves regions en que s'ha organitzat el Marroc després de la reforma administrativa de 2015. La seva capital és Al-Aaiun. Engloba l'antiga regió de Laâyoune-Boujdour-Sakia El Hamra i la província d'Es-Semara de l'antiga regió de Oued Ed-Dahab-Lagouira. En aquesta regió s'hi troba la major part del territori reivindicat per la República Àrab Sahrauí Democràtica.
Limita al sud per la regió de Dakhla-Oued Ed-Dahab, al nord amb la regió de Guelmim-Oued Noun, a l'est amb Mauritània i a l'oest amb l'oceà Atlàntic.

## Subdivisions
Es divideix en quatre províncies:
- la província d'Al-Aaiun ;
- la província de Boujdour ;
- la província de Tarfaya ;
- la província d'Es-Semara.